# Bisdom Ratchaburi

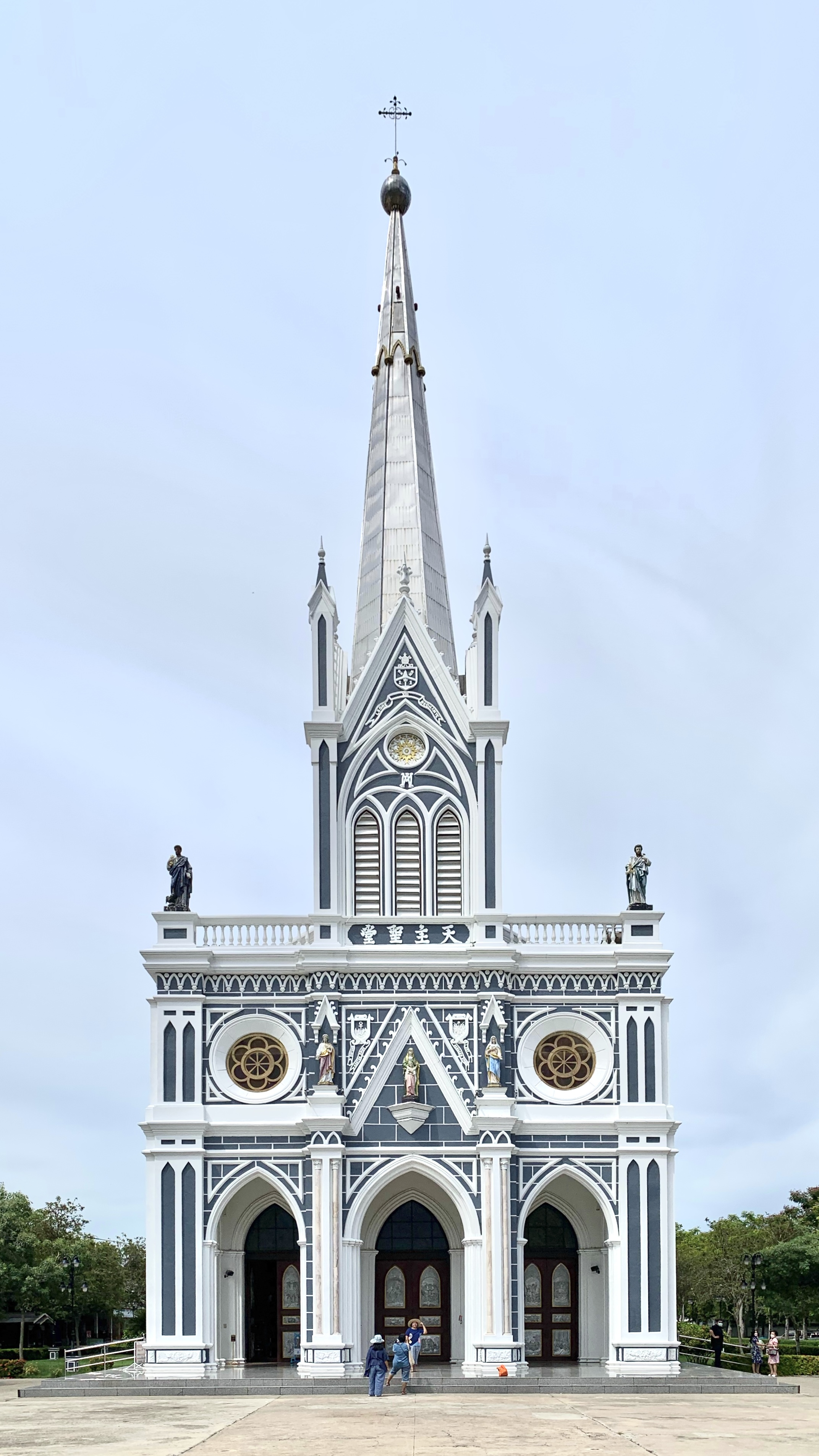
Kathedraal van Bang Nok Khwaek

Het bisdom (rood) binnen Thailand

Het bisdom Ratchaburi (Latijn: Dioecesis Ratchaburensis) is een rooms-katholiek bisdom in Thailand met als bisschoppelijke zetel Ratchaburi en de kathedraal in Bang Nok Khwaek. Het is een suffragaan bisdom van het aartsbisdom Bangkok.
In 2020 telde het bisdom 26 parochies. Het bisdom heeft een oppervlakte van 31.362 km² en omvat de provincies Ratchaburi, Phetchaburi, Kanchanaburi en Samut Songkhram. Het bisdom telde in 2020 18.321 katholieken op een totaal van 2.447.000 inwoners, 0,7% van de totale bevolking.

## Geschiedenis
In 1930 werd de missie sui juris Rajaburi opgericht, bediend door de Salesianen van Don Bosco. In 1934 werd dit een apostolische prefectuur en in 1941 een apostolisch vicariaat. In 1965 werd het bisdom Bangnokhuek opgericht. In 1966 kreeg dit de naam Ratburi en in 1969 zijn huidige naam.

## Bisschoppen
- Pietro Luigi Carretto, S.D.B. (1965-1969)
- Robert Ratna Bamrungtrakul (1969-1975)
- Joseph Ek Thabping (1975-1985)
- John Bosco Manat Chuabsamai (1985-2003)
- John Bosco Panya Kritcharoen (2005-2023)
- Silvio Siripong Charatsri (2023-)